# Култура отказивања
Култура отказивања (енгл. cancel culture) је савремена форма oстракизма у којој долази до брисања, забрањивања или маргинализовања садржаја и личности које се из одређених разлога сматрају неприкладним или неприхватљивим. За оне који су подвргнути овој врсти остракизма каже се да су отказани (енгл. canceled).
У античком Риму је практикована култура отказивања, представљена кроз синтагму damnatio memoriae. Неколико императора и других јавних личности је било отказано, попут Калигуле.
Примери културе отказивања су брисање сцена из филма Прохујало са вихором, отказивање Пепеа ле Твора, забрана рада и поништавање награда јавних личности оптужених за сексуално злостављање, онлајн линч и друго. После неуспелога државног удара у Турској, одређене јавне личности — као што је прослављени фудбалер Хакан Шукур — су недвосмислено културно отказане.
Израз култура отказивања углавном носи негативне конотације и често је предмет дебата о слободи говора и цензури.